# C17orf98
C17orf98 (англ. Chromosome 17 open reading frame 98) – білок, який кодується однойменним геном, розташованим у людей на 17-й хромосомі. Довжина поліпептидного ланцюга білка становить 154 амінокислот, а молекулярна маса — 17 565.
| 10         |  | 20         |  | 30         |  | 40         |  | 50         |
| ---------- |  | ---------- |  | ---------- |  | ---------- |  | ---------- |
| MAYLSECRLR |  | LEKGFILDGV |  | AVSTAARAYG |  | RSRPKLWSAI |  | PPYNAQQDYH |
| ARSYFQSHVV |  | PPLLRKTDQD |  | HGGTGRDGWI |  | VDYIHIFGQG |  | QRYLNRRNWA |
| GTGHSLQQVT |  | GHDHYNADLK |  | PIDGFNGRFG |  | YRRNTPALRQ |  | STSVFGEVTH |
| FPLF       |  |            |  |            |  |            |  |            |

A: Аланін

C: Цистеїн

D: Аспарагінова кислота

E: Глутамінова кислота

F: Фенілаланін

G: Гліцин

H: Гістидин

I: Ізолейцин

K: Лізин

L: Лейцин

M: Метіонін

N: Аспарагін

P: Пролін

Q: Глутамін

R: Аргінін

S: Серин

T: Треонін

V: Валін

W: Триптофан